# Мегалій

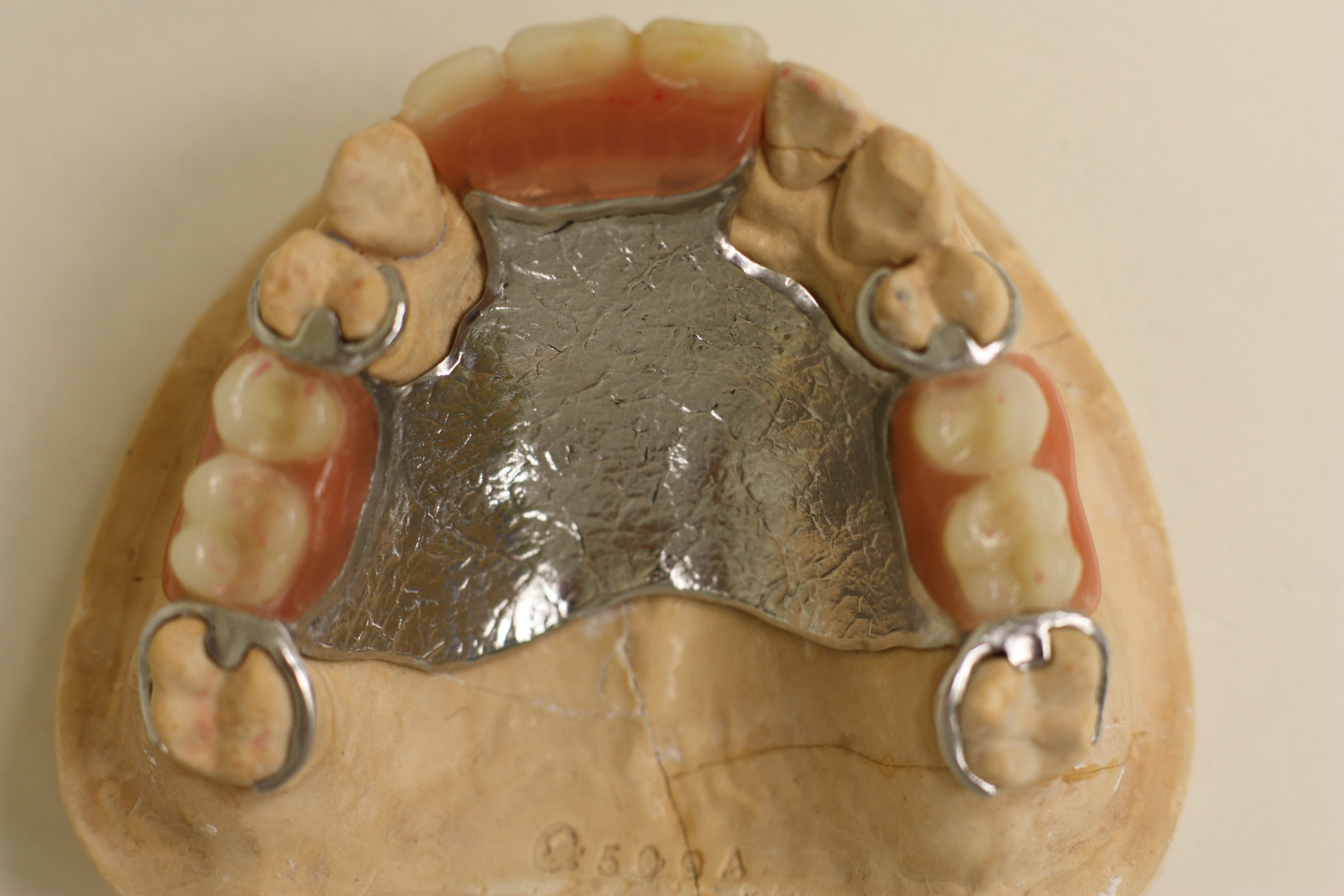

Мега́лій (Megallium®) — торгова марка сплаву на основі кобальту, що містить 60 % кобальту, 20 % хрому, 5 % молібдену та невеликі кількості інших компонентів.
Сплав використовується у стоматології через його малу густину, стійкість до корозії та гіпоалергенні (не містить нікелю) властивості.
Сплав мегалій було розроблено Джоном Леонардом Аттенборо (англ. John Leonard Attenborough) у 1951 році для Стоматологічної лабораторії Аттенборо (англ. Attenborough Dental Laboratories) у Ноттінгемі (Велика Британія).